# مقاطعة بندر عباس
 مقاطعة بندرعباس  (بالفارسية: شهرستان بندرعباس) هي إحدى مقاطعات في
محافظة هرمزغان في جنوب إيران. مركز مقاطعة بندر عباس هو مدينة بندر عباس.

## التقسيمات الادارية لمقاطعة بندر عباس
على أساس التقسيمات الإدارية الحديثة تنقسم مقاطعة بندر عباس إلى 4 بلدات كبيرة كالتالي :
- البلدة المركزية .

وتشمل 5 قرى كبيرة كالتالي:
- -  دهستان سیاهو 
  -  دهستان گچین 
  -  دهستان ایسین 
  -  دهستان تازیان 
  -  دهستان خورگو

المدن: بندر عباس
- بلدة فین .

وتشمل قريتين كبيرتين كالتالي:
- -  دهستان فین 
  -  دهستان فین

المدن: مدينة فین
- بلدة قلعة قاضی .

تشمل قريتين كبيرتين كالتالي:
- -  دهستان سَرخون 
  -  دهستان قلعه قاضی
- بلدة تخت .

تشمل قريتين كبيرتين كالتالي:
- -  دهستان تخت 
  -  دهستان شمیل

## وصلات خارجية
- التقسيمات الادارية لمحافظة هرمزغان